# Братская могила в Зеленогорске
Бра́тская моги́ла в Зеленого́рске — братская могила воинов Рабоче-крестьянской Красной армии, погибших в годы Советско-финской (1939—1940) и Великой Отечественной войны. Находится в г. Зеленогорске Курортного района Санкт-Петербурга.
Является памятником истории регионального уровня охраны на основании решения Исполкома Ленгорсовета № 328 от 03.05.1976.
Первоначально мемориал представлял собой стандартную фигуру солдата. В 1985 году по проекту архитектора О. М. Рунтовой и художников С. Н. Репина, В. В. Сухова, И. Г. Уралова и Н. П. Фомина был построен комплекс из гранитных блоков с использованием мозаичных панно. В 2006 году рядом был открыт памятник жителям Зеленогорска, участникам Великой Отечественной войны.
8 мая 2010 года был торжественно зажжён Вечный огонь от факела, доставленного с Пискарёвского мемориального кладбища.
- Братская могила в Зеленогорске
- Общий вид
- Год захоронений
- Списки погребённых
- Мозаичные панно
- Скульптура воина
- В память о 1939—1940г.
- Панорама памятника
- Скорбим и помним
- Братская могила на Зеленогорском кладбище (пр. Ленина)
- Могила неизвестного солдата у п. Решетниково

В списках погребённых — Герой Советского Союза, лётчик, старший лейтенант Владимир Серов, погибший в воздушном бою в ходе выборгской наступательной операции 26 июня 1944 года, именем которого назван расположенный вблизи посёлок Серово.